# 橘湾 (長崎県)
橘湾（たちばなわん）は、長崎半島の東岸と島原半島の西岸に囲まれた湾である。南部は天草灘および早崎瀬戸を通じて有明海と連続している。

## 名称
かつては「千々石灘」あるいは「千々石湾」と呼ばれていたが、1919年に橘周太中佐の像が南高来郡千々石町（現・雲仙市千々石町）に建立された際、関係者が名称を「橘湾」に変更するよう申請し、海図作成を行っていた海軍水路部がそれを採用したため、その名称で記載されるようになった。

## 地理
橘湾は地質学的にはカルデラ湾に属する。地底のマグマが地表に噴出した際に陥没して形成され、湾岸の千々石断層群とあわせて千々石カルデラと呼ばれる。海岸線は緩やかな曲線を描く。
海岸は険しい断崖が多いが、千々石など砂浜が広がる区域もある。牧島・前ノ島・向島といった島もあるが、全て海岸近くに位置している。最大の流入河川は島原半島西岸の千々石川、その次は東長崎地区の八郎川である。湾口は水深70メートル前後であり、早崎瀬戸に近い島原半島の南岸には起伏の激しい岩礁底が広がる。しかし湾奥部では水深40メートル以浅であり、概して平坦な砂泥底となる。
橘湾の地下にはマグマだまりが存在しており、雲仙普賢岳や島原温泉・雲仙温泉の熱源となっている。
波が静かで水深もあるという点から、オイルショック後の1978年と1980年にはタンカー錨泊による石油備蓄が実施されたこともある。

## 生態系
橘湾では、有明海から出てきた沿岸水と外洋水が混じり、海況の変化に富む。沿岸漁業が盛んで、巻き網によるイワシ・アジ・サバ漁、小型底引きによるエビ・エソ漁、釣りによるタチウオ・ハモ漁などが行われる。また、牧島・戸石地区ではマダイやトラフグなどの養殖も行われている。
周辺海域はミナミハンドウイルカやスナメリなどの生息地であり、早崎瀬戸はイルカウォッチングを楽しめる観光地となっている。また、一帯はウミガメの生息地としても知られ、口之津町の白浜や旧野母崎町（旧脇岬村、現長崎市）はアカウミガメの産卵地として機能しており、アオウミガメも回遊する事が判明している。また、本来は有明海つまり橘湾と早崎瀬戸にも沿岸性のヒゲクジラ類の回遊が見られた可能性もある。

## 島原地震
1922年12月8日1時50分20.6秒、千々石湾の北緯32度41.6分 東経130度02.2分 / 北緯32.6933度 東経130.0367度（震源の深さ19 km）でマグニチュード6.9の地震が発生し、長崎で最大震度5を観測した。さらに同日の11時2分10.7秒に、北緯32度45.1分 東経130度07.5分 / 北緯32.7517度 東経130.1250度（震源の深さ0キロメートル）でマグニチュード6.5の地震が発生し、長崎と鹿児島で最大震度4を観測した。この地域の石垣を構成する石の形状は不規則であったため、長崎県内では島原半島南部を中心に両地震を合わせて26人が死亡（うち3人は2回目の地震による）、39人が重軽傷を負った他、195棟の住戸が全壊した。天草諸島でも家屋破損などの被害が発生した。また、島原半島では最大で6センチメートルの隆起が発生した。